# 信貴山越
信貴山越（しぎさんごえ）は、大阪および奈良から信貴山・朝護孫子寺への参拝道として整備された街道である。いくつかのルートが存在する。信貴山あるいは朝護孫子寺の門前町を経由して大坂と奈良を結ぶ街道となっているものの、大抵は奈良街道とは呼ばれない。

## 旧街道
信貴山に朝護孫子寺が開かれて以来、そこへ至るいくつかの道筋が整備された。とくに大阪側からはいくつものルートが整備された。

（下記の説明については現在の沿道施設の名称を用い、現在辿ることのできるルートで説明する。）

### 奈良側
竜田（斑鳩町竜田）から信貴山に至る道筋は、三郷町の勢野交差点で奈良街道と別れて西進し、門前町に至る。現在の「奈良県道236号信貴山線」に相当する。

### 大阪側

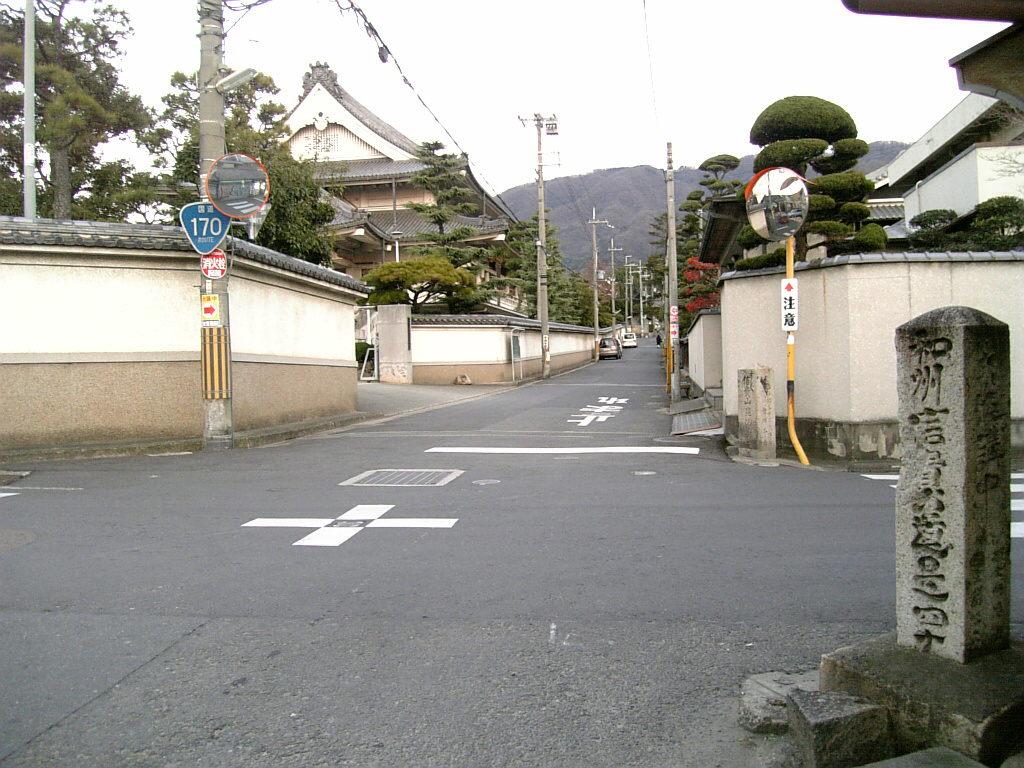
東高野街道（写真左右方向）と信貴道（黒谷道、写真奥方向）の四つ辻 （国道170号旧道と府道181号の交点）
起点の道標に『和州信貴山四十（二丁）』と記されている。信貴山へはここから四十二丁（5km弱）の道のりである。
写真左の建物は「天理教高安大教会」。奥方向へ少し進むと「教興寺」に至る。

大阪から、八尾もしくは柏原を経由して信貴山頂・門前町に至る。下記のルートが存在する。
（北側から記載）
- 立石街道： 元々は奈良街道のルートの一つ。八尾から山本・服部川を経由、立石峠で本道と分かれて南進、一元の宮の施設横を通り、高安山頂付近で「おお道」に合流する。
- おお道： 八尾・郡川（近鉄信貴線の服部川第三号踏切）から法蔵寺の前を経由して山道を上り、開運橋 - 気象レーダー - 高安山頂付近 - 高安城倉庫跡付近を経由、信貴山頂に至る。 途中で「弁財天滝」経由で信貴山門に至る道と分かれる。 現在は大阪側からのハイキング道の一つ。
- 黒谷道： 八尾・教興寺地区の東高野街道四つ辻（国道170号と府道181号山本黒谷線の交点）を起点とし、黒谷地区、権現社の南を経て、「高安山霊園」の北側 - 信貴南畑地区を通り、門前町に至るルート。 信貴山越としては丁石が存在する唯一のルートでもある。 岩戸神社付近を通るルートとその少し北側の権現社付近から山道を上るルートがあるが、現在はどちらも雑草に埋もれ、かつての道のりは信貴生駒スカイラインに分断され、あまり利用されていない。
東高野街道四つ辻より西側、中田地区を経由した八尾街道の合流地点（矢作神社の北側付近）までの区間を含めて「信貴道」ともよばれていた。
- 恩智越： 八尾・安中（安中診療所前交差点）で八尾街道と別れ、東高野街道と交差、恩智神社参道階段前 - 「高安山霊園」南側 - 現在の「信貴山のどか村」西側 - 信貴南畑地区を経由し、門前町に至る。 恩地神社参道階段前で左（北）と右（南）へ逸れるルートがあり、高安山霊園付近で合流する。現在はもっぱら北ルートが利用されている。勾配が緩いため、ハイキング道としてよく利用されている。 
恩智神社より西は「恩智街道」とよばれ、恩智神社の参道である。現在の「府道182号柏村南本町線」（全区間）と「府道15号八尾茨木線」の起点～柏村橋交差点の区間が これに相当する。
- 安堂道： 柏原・安堂（近鉄安堂駅南側）から山手へ向かい、横尾集落 - 雁多尾畑集落西外れ - 「柏原聖地霊園」西側付近を経由し、「信貴山のどか村」西側で恩智越に合流する。 現在の「林道信貴太平寺線」とよばれる道筋。
- 青谷道： 柏原・青谷で奈良街道と別れ、雁多尾畑集落 - 本堂集落付近 - とっくり湖付近を通り、門前町に至る。 現在の「府道183号本堂高井田線」に相当する。

## 信貴へ至る道路
信貴山越とはよばれないものの、信貴山へ至る道路を挙げる。
- 信貴生駒スカイライン
- 柏原市道大県信貴線： 通称「関電道路」。国道170号（東高野街道）大県南交差点から山手へ進み、高尾山頂付近 - 「関西電力信貴変電所」横を通り、「柏原聖地霊園」西側付近で「林道信貴太平寺線」と合流する。道中に「柏原ぶどう」の看板があることから関西の自転車乗りの間では「ぶどう坂」と呼ばれるヒルクライムコースとして知られている[1]。

## 参考資料
- 武藤善一郎著「大阪の街道と道標」改訂版 (ISBN 4-88325-203-5)